# Mike Chang
Michael "Mike" Chang, Jr. es un personaje de ficción de la serie de comedia estadounidense Glee. El personaje es interpretado por el actor Harry Shum, Jr., y ha aparecido en Glee desde el cuarto episodio, llamado «Preggers», emitido el 23 de septiembre de 2009 en Estados Unidos.

## Desarrollo
Mike es interpretado por el actor y bailarín  Harry Shum, Jr. También ha sido retratado como un niño muy pequeño por Evan Kishiyama en el episodio "The Substitute". Cuando Shum fue contratado, él había pasado por el proceso de audición, pero hasta donde él sabía "era como un concierto de actuación regular". En una entrevista con el New York Post, él explicó: "Me contrataron como para hacer un papel de un día y se convirtió en una semana, y luego en un mes, y así sucesivamente". Mike actuó en el los números de producción del club glee, pero se le dio muy poco diálogo, permaneciendo principalmente "en segundo plano, haciendo algunas expresiones faciales". Shum señaló: "No fue hasta que entré en la gira Glee Live! In Concert! Y tuve esta reacción loca de la audiencia, y los productores dijeron: 'Wow, ¿cómo lo conocen?'"   Mike está en el último año de la tercera temporada del programa. El cocreador de Glee, Ryan Murphy, ha declarado que, debido a la graduación, "al final de la temporada" se van más personajes de los que se quedan". Los padres de Mike están lidiando con sus planes universitarios y aparecen en el capítulo "Asian F" con este fin, y pueden ser personajes recurrentes.
Mike se desarrolló lentamente a partir de un jugador de fútbol que "tenía miedo de bailar fuera de [su] habitación" a un bailarín e intérprete seguro y altamente calificado. Poco se reveló sobre él durante la primera temporada de Glee, aunque Shum describió a Mike a mitad de esa temporada como un "jugador de fútbol tímido" con "habilidades para bailar y cantar" que ha "encontrado un lugar donde puede expresarse y sentir aceptado ". Se le dieron sus primeras historias en la segunda temporada del programa. Mike comenzó a salir con Tina Cohen-Chang (Jenna Ushkowitz), carece de confianza en su canto al comienzo de la temporada, y aunque su confianza recibe un impulso después de eso, llega a usar una T camiseta que dice que "no puede cantar" en el episodio "Born This Way". Aunque a veces pierde el tiempo en las clases académicas también es muy inteligente y es miembro del equipo académico de decatlón de la escuela. De hecho, sus calificaciones son tan buenas que su padre se alarma cuando Mike obtiene una "A" en un examen de química, ya que eso podría dañar sus posibilidades de ingresar a Harvard. Mike Chang es de ascendencia china estadounidense, y su bisabuela era originaria de la provincia de Hubei en China.

## Recepción
Mike ha recibido críticas generalmente positivas destancado también su baile. En el episodio de la segunda temporada "Special Education", cuando él y Brittany (Heather Morris) reciben papeles de baile destacados en la canción "Valerie", cantada por Santana (Naya Rivera), Flandez escribió que "El paso de los dos [Brittany y Mike] se sacudió". Benigno declaró: "Brittany y Mike Chang manejan los movimientos (extraordinariamente bien), pero las voces aquí son las que lo roban", y le dieron a la canción una "A". Tim Stack de Entertainment Weekly fue un poco menos generoso con una "A", y escribió que era una "gran elección de canción para Santana"; dio "puntos extra por la fenomenal coreografía de Mike/Brittany", mientras que Jen Harper de BuddyTV dijo que su baile "hizo fue la atracción en la canción". Hanah Nguyen de Zap2it le gustaba el baile, pero criticaba cómo sonaba la canción, ya que sentía que "le faltaba algo y realmente no la sentia digna a la  interpretación", mientras que Futterman dijo que "las voces atrevidas de Santana son un eco perfecto de Winehouse , pero el resto de la canción se siente un poco como un circo ". Amy Reiter, de Los Angeles Times, sintió que toda la canción "parecía un poco pegada", tanto el baile como el solo de Santana.  En el episodio "A Night of Neglect", cuando Mike realiza la primera rutina de baile en solitario del espectáculo, con la canción "Bubble Toes" de Jack Johnson, obtuvo críticas muy favorables, incluso de Sandra Gonzalez de Entertainment Weekly, quien le dio un "A" y lo llamó "una de las mejores [actuaciones] de la temporada". Semigran estuvo de acuerdo y caracterizó el baile de Mike como "increíble".